# تپه اک ۱
تپه اک ۱ مربوط به دوران‌های تاریخی پس از اسلام است و در شهرستان تاکستان، کیلومتر ۴ جاده تاکستان به اسفرورین واقع شده و این اثر در تاریخ ۲۵ اسفند ۱۳۷۸ با شمارهٔ ثبت ۲۶۷۴ به‌عنوان یکی از آثار ملی ایران به ثبت رسیده است.